# Надєїн Ігор Олександрович
І́гор Олекса́ндрович Надє́їн (3 березня 1948, Тула, СРСР — 24 грудня 2014, Запоріжжя, Україна) — радянський футболіст і український футбольний тренер. Відомий завдяки грі у складі кишинівського «Ністру», нікопольського «Колоса», та «Дніпра», також тренерській роботі у запорізьких клубах «Металург» та «Торпедо», криворізькому «Кривбасі» та харківському «Геліосі». Майстер спорту СРСР. Заслужений тренер України.
Похований на Кушугумському цвинтарі.

## Досягнення
Командні трофеї
- Срібний призер першої ліги чемпіонату СРСР (1): 1973
- Срібний призер 2-ї зони другої ліги чемпіонату СРСР (1): 1978

Тренерські здобутки
- Срібний призер чемпіонату Молдови (1): 1998/99
- Бронзовий призер першої ліги чемпіонату СРСР (1): 1989
- Переможець групи «В» другої ліги чемпіонату України (1): 2004/05
- Фіналіст Кубка Молдови (1): 1998/99

Особисті досягнення
- Заслужений тренер України
- Майстер спорту СРСР